# Stephenson's Rocket

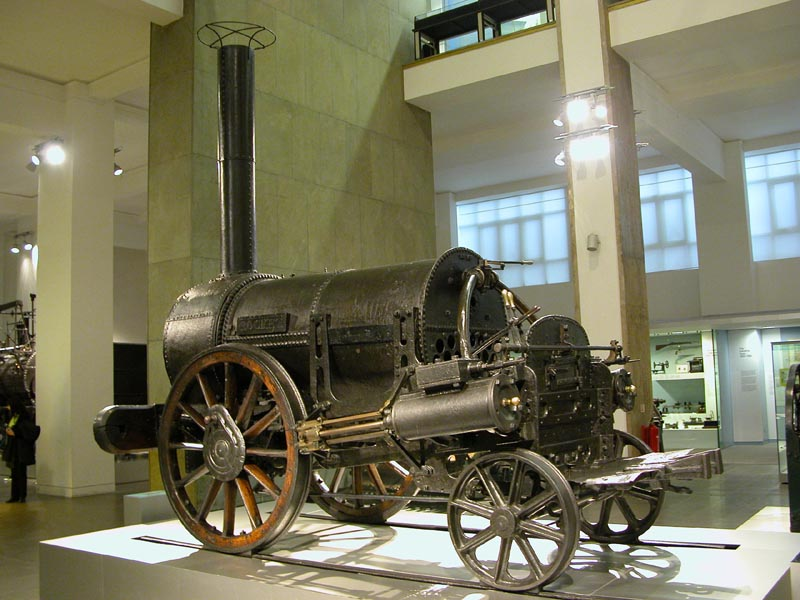
Stephenson's Rocket på Science Museum.

Stephenson's Rocket var det första praktiskt användbara ångloket. 
I oktober 1829 användes det i lokomotivtävlingen i Rainhill arrangerad av Liverpool & Manchester Railway, och vinnaren fick en på den tiden stor prissumma: £500. Dessutom skulle det vinnande loket användas på deras järnväg. Rocket vann tävlingen före John Ericssons lok Novelty. Rocket var på många sätt ett banbrytande lok, och många av de tekniska lösningar som användes på Rocket vidareutvecklades och användes på nästan alla ånglok. 
Rocket konstruerades av George och Robert Stephenson.